# Albanian Airlines
Az Albanian Airlines MAK Sh.p.k, más néven Albanian Airlines (IATA: LV, ICAO: LBC, Hívójel: ALBANIAN), egy légitársaság volt Albánia fővárosában, Tiranában. Menetrend szerinti nemzetközi járatokat üzemeltetett, a bázisa pedig a Teréz anya repülőtér volt. 2011. november 11-én az Albán Polgári Légiközlekedési Hatóság visszavonta az Albanian Airlines működési engedélyét.

## Története
A légitársaságot eredetileg 1991 májusában alapították Arberia Airlines néven, Tupoljev Tu-134-es repülőgépekkel. Ez volt a kommunista Albánia politikusainak magán légitársasága. A légitársaságot később, 1992 májusában Albanian Airlines-ra nevezték át, és 1992. június 20-án kezdte meg a nyilvános működést. Az átnevezett légitársaság az albán állami tulajdonú Albtransport és az osztrák Tyrolean Airways közös vállalkozásaként jött létre. Egyetlen osztrák lajstromjelű, De Havilland Canada Dash 8-102-es repülőgépet üzemeltetett, amelyet kanadai pilóták vezettek és kanadai mérnökök tartottak karban. A Tyrolean Airways 1997-ben kiszállt a vállalatból, és visszavette a Dash 8-as repülőgépét.

### Privatizáció

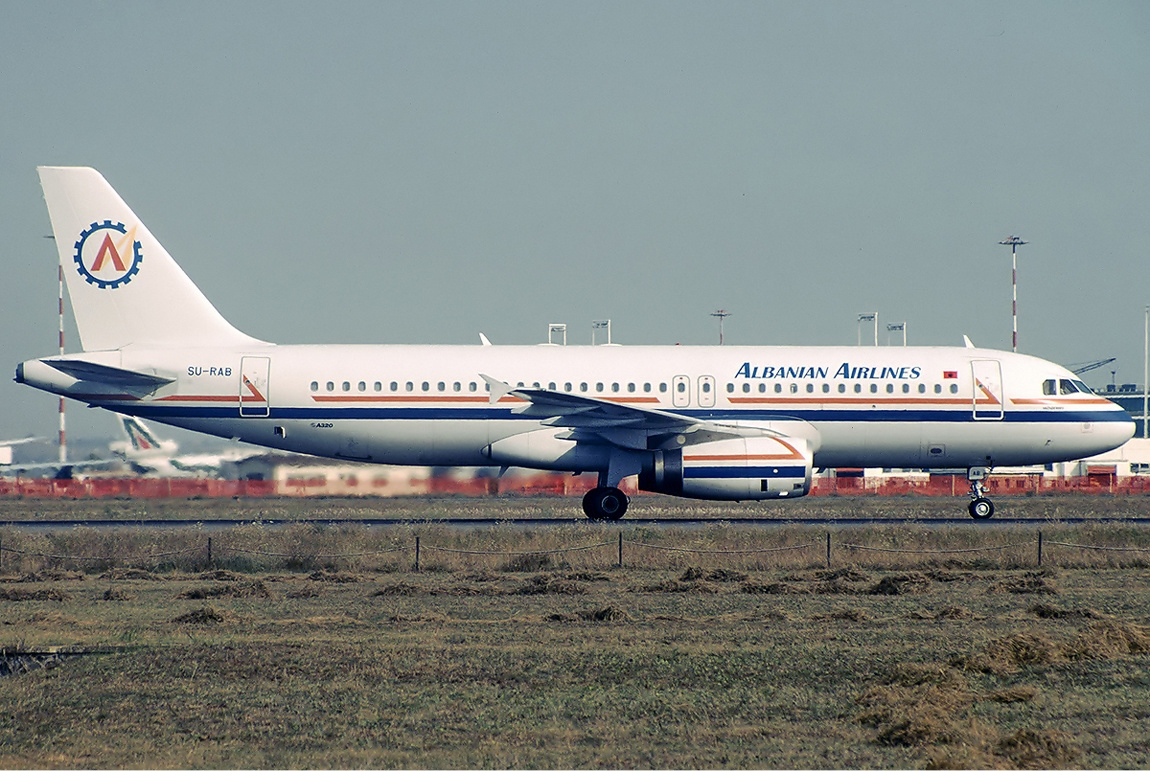
Az Albanian Airlines Airbus A320-200-as repülőgépe

A légitársaságot 1992-ben privatizálták, és eladták a kuvaiti székhelyű M.A. Kharafi & Sons Group-nak. Ennek eredményeképpen 1997-ben átszervezték, amikor a működését egyetlen, az egyiptomi Shorouk Air-től bérelt Airbus A320-as repülőgépre alapozták. 2001-re négy Tupoljev Tu-134-es repülőgépből álló flottával üzemeltetett menetrend szerinti járatokat Tiranából Bolognába, Frankfurtba, Isztambulba, Pristinába, Rómába és Zürichbe. 2001 júliusában megkezdte flottájának korszerűsítését a Tupoljev repülőgépek fokozatos kivonásával, és megvásárolta első BAe 146-os repülőgépét. 2003-ban és 2004-ben további két BAe 146-ossal bővült a flotta. Ez a korszerűsítési folyamat lehetővé tette a vállalat számára, hogy új stratégiai piacokon, például Belgiumban és Németországban terjeszkedjen.

### Advanced Construction Group (ACG) Sh.p.k.

Az Albanian Airlines eredeti logója

2008 augusztusában az Albanian Airlines-t az albániai Tiranában működő Advanced Construction Group (ACG) Sh.p.k. vásárolta meg Yahia Farwati elnök vezetésével, aki a kuvaiti székhelyű M.A. Kharafi & Sons Grouptól vásárolta meg a cég tőkéjének 100%-át.
2009. augusztus 14-én bejelentették, hogy az Albanian Airlines-t eladták a Turkish Even Groupnak, így a vállalat 93%-át az Evsen Group vásárolta meg, míg 7%-át az Advanced Construction Group megtartotta.
Ezzel a befektetéssel a légitársaságnak új logója, új célállomásai lettek és a meglévő flottája is tovább bővült. 2009-ben a flotta két Boeing 737-es és egy Boeing 757-es repülőgéppel bővült, amelyeket az Air Slovakia-tól lízingeltek.
2009. október 9-én bejelentették, hogy az Albanian Airlines hamarosan új célállomásokra fog repülni, többek között Párizs, Amszterdam, Milánó, Róma, Athén, Dzsidda, Peking és később az Amerikai Egyesült Államok felé. Nagy igény volt a légitársaság szolgáltatásainak fejlesztésére, mint például az utazási tarifák csökkentésére, több Fokker 100-as repülőgépre és a Boeing 747-es repülőgép menetrend szerinti használatára, de ezek a követelések pénzügyi problémák miatt - többek között az Air Slovakia összes lízingelt repülőgépének visszavétele miatt meghiúsultak.
2012 márciusában az Albanian Airlines részvényeinek 93%-át egy bírósági döntés nyomán visszaszolgáltatták az Advanced Construction Group-nak. Most az Advanced Construction Group (ACG) a részvények 100%-át birtokolja.

## Célállomások
2011 októberében az Albanian Airlines a következő célállomásokra indított járatokat:

## Flotta

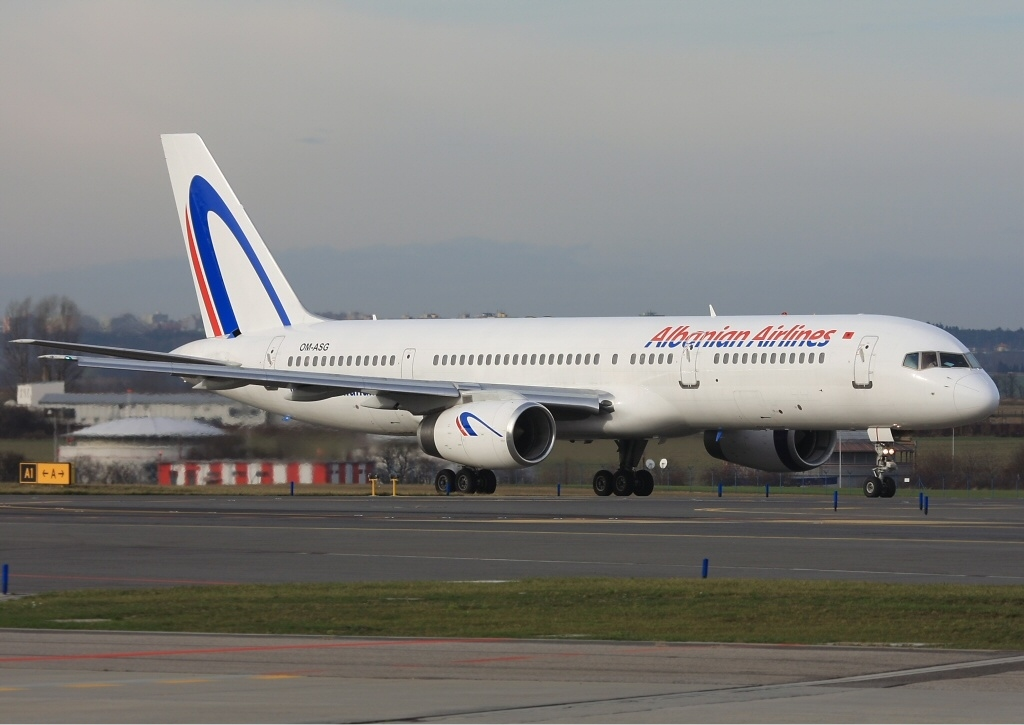
Az Albanian Airlines Boeing 757-es repülőgépe

2011 októberében az Albanian Airlines flottája a következő repülőgépekből állt, amelyeknek az átlagéletkora 22,5 év volt:

## Egyéb kapcsolódó szócikkek
- Air Albania, Albánia nemzeti légitársasága
- Albawings, Albánia egyetlen diszkont légitársasága

## Fordítás
Ez a szócikk részben vagy egészben  az   Albanian Airlines című angol Wikipédia-szócikk ezen változatának fordításán alapul.  Az eredeti cikk szerkesztőit annak laptörténete sorolja fel. Ez a jelzés csupán a megfogalmazás eredetét és a szerzői jogokat jelzi, nem szolgál a cikkben szereplő információk forrásmegjelöléseként.